# 震撼擂台
是一部於2015年上映的美國運動劇情片，為安東尼·法奎執導，寇特·舒特編劇。電影由傑克·葛倫霍、佛瑞斯·惠特克和瑞秋·麥亞當斯主演。溫斯坦影業定於2015年7月24日在美國上映。
本片為詹姆斯·霍纳過世前作曲的最後一部電影，該電影原聲輯主要是要獻給他。

## 劇情
比利·霍普（傑克·葛倫霍 饰）是一位未尝败绩的职业拳手，与娇妻莫琳（瑞秋·麦亚当斯 饰）和女儿蕾拉（乌娜·劳伦斯）一同住在纽约。在一场世界轻量级冠军卫冕战期间，比利勉强熬过眼部受伤的病痛，事业如入中天时在莫琳的说服下决定退役。比利赢得比赛并捍卫冠军后，在新闻发布会上，刚崭露头角的拳坛新秀米格尔·“魔术师”·埃斯科巴（米格尔·戈麦斯 饰）辱骂并向比利下战书。在一场为自己和妻子成长的孤儿院募捐的比赛中，埃斯科巴也到场。他在比利离场时大放厥词，要把莫琳从比利和他的冠军头衔身边夺走，而莫琳劝说比利别管他，跟自己回家，比利怒不可遏引发冲突，莫琳意外被逃跑了的米格尔弟弟赫克托（丹尼·亨利克斯 饰）开枪打中后不幸身亡。
比利开始酗酒吸毒，拼命寻找赫克托。最终他找到赫克托下落的讯息，但只发现只他吸毒成瘾的妻子玛丽亚（瑞塔·奥拉 饰），發現赫克托是一位父亲后离开。出于无奈袭击裁判后输掉比赛，比利被停赛并负债累累，导致他的房子和财产被收回。他继续失去控制，一次醉驾差点丢掉性命，也让他失去对蕾拉的抚养权，让蕾拉被儿童保护服务主任安吉拉·里维拉（娜奥米·哈里斯 饰）照顾。这起事件让比利彻底醒悟，但蕾拉跟他断绝联系，为两人的困境责骂他。
在好友的安排下，比利在经验丰富的拳手泰特斯·“提克”·威尔士（福里斯特·惠特克 饰）的健身房获得清洁工职位，最终说服提克当他的教练。比利以前的经纪人乔丹·梅因斯（50 Cent 饰）现在为米格尔担任经纪，他为两人安排了一场比赛，让比利重归焦点。提克不愿意培养比利，担心他可能会被向米格尔复仇的心态蒙蔽，但当他的另一个学生试图保护母亲被暴虐的父亲受害时，提克主动训练比利。
有感于比利保住工作的辛勤和他表现出为父责任心的能力，法官撤销他的探视限制，祝贺他工作出色。之后比利把蕾拉带到他的公寓，两人共进早餐时，蕾拉问她能否观看比赛。比利不愿意让女儿观战，因为莫琳不想让他们的女儿暴露在拳赛的暴力中。他表示自己没有主见，毕竟以前莫琳为他做所有的决定。蕾拉说服比利去给莫琳扫墓，在那儿说服比利让她观战，陪在他身边。比利告诉蕾拉比赛中会有人说一些很难听的话，所以让蕾拉在去看比赛前做个约定，只能跟安吉拉呆在更衣室，透过房间里的闭路电视观看比赛。
比赛开场，米格尔占据上风，压制住比利。但在提克的建议下，比利在最后一回合利用费城螃蟹防守术并用左手更具侵犯性地进攻对手。由于比赛已到最后一分钟，比利艰难站起身子。尽管搏击时采用传统站位，他还是送上一记强有力的左勾拳，奠定冠军基础。米格尔设法在读秒结束前站起身，但被钟声阻止。非一致性决定宣布比利成为冠军，他在更衣室与蕾拉团聚，蕾拉原谅他过去的错误，与他相拥。

## 演員
| 演员                      | 角色                                           |
| 傑克·葛倫霍               | 比利·霍普（Billy Hope）                        |
| 瑞秋·麥亞當斯             | 莫琳·霍普（Maureen Hope）                      |
| 娜歐蜜·哈瑞絲             | 安吉拉·李維拉（Angela Rivera）                 |
| 佛瑞斯·惠特克             | 泰特斯·「泰克」·威爾斯（Titus "Tick" Wills）   |
| 維克多·歐提茲             | 雷蒙（Ramone）                                 |
| 柯蒂斯·「50 Cent」·傑克遜 | 喬丹·梅因斯（Jordan Mains）                    |
| 米格爾·戈麥斯             | 米格爾·「魔術師」·坎圖（Miguel "Magic" Cantu） |
| 烏娜·勞倫斯               | 萊拉·霍普（Leila Hope）                        |
| 芮塔·歐拉                 | 瑪麗亞·埃斯科瓦爾（Maria Escobar）             |
| 克萊兒·弗利               | 艾莉絲（Alice）                                |

## 拍攝
埃米纳姆原本应扮演比利·霍普一角。影片编剧科特·萨特表示该项目受这位饶舌歌手个人奋斗经历的启发。他表示，过去七年来一直埃米纳姆的制作合作伙伴展开会谈，共同创作作品。“我知道他是很有主见的人，放弃了许多东西。但他在这张原声态和非常真诚的专辑中分享许多他的个人奋斗经历，其中一个跟我有千丝万缕的联系。他对拳击风格甚感兴趣，这似乎是一个恰当的比喻，因为他的人生已经是一场冲突。从某种程度上看，这是《8英里》故事的延续，但我们对他人生的第二篇章做隐喻性叙事。从核心上看，影片利用拳坛隐喻，他将扮演一位真正落入谷底的世界拳击冠军，必须为女儿赢回他的人生战斗到底。我喜欢这个指马歇尔是一个左撇子的片名，他去打拳就像这位白人说唱歌手去唱嘻哈歌曲一样，危险、有害且完全不走寻常路线。左撇子拳手的道路比右手拳手更加艰难。制片人艾伦·里奇和彼得·里奇写了一个埃米纳姆参与其中稍微不同的故事，然而两人表示他们部打算做一部跟《天涯赤子心》相类似的拳击电影，但希望写一个跟《赤子心》父子故事截然相反的父女故事。回顾埃米纳姆与他女儿深切的关系，他们后来询问他的意见，获得立即的同意。
2010年12月13日，梦工厂收购剧本，埃米纳姆将要饰演主角。然而八月份厂商放弃该项目。同年10月，米高梅接手电影。2012年12月，埃米纳姆退出电影，转而关注他的音乐。2014年3月，安东尼·福奎阿签约该项目，傑克·葛倫霍取代埃米纳姆。2014年5月，其他选角消息公布，福里斯特·惠特克、露皮塔·尼永奥和瑞秋·麦克亚当斯正式加盟剧组。同年8月，据宣布娜奥米·哈里斯会接替尼永奥 。
葛倫霍为了他的角色做研究，“阅读大量拳手、孤儿拳手、全美健身房精神，起步早的儿童和美国寄养历史的资料”，同时还花5个月培训为拳击手。埃米纳姆后来接受赞恩·劳尔杰姆采访时，称赞葛倫霍的表现，指出“傑克配置了角色”。
影片是王健林的万达集团旗下的万达影业投资的首部美国电影。主体摄影于2014年6月16日开始。影片在宾夕法尼亚州匹兹堡和印第安纳拍摄，还在纽约取景。

## 發行
2015年6月15日，電影參與了第18屆上海國際電影節的競賽影片，溫斯坦影業排定於2015年7月24日在美國發行。

### 評價
電影獲得了褒貶不一的評價。爛番茄根據86條專業影評持有58%的新鮮度，平均得分5.9／10；該網站共識：「傑克·葛倫霍照承諾給出了一個令人印象深刻的演出，但《震撼擂台》卻有著令人沮喪的劇情來打擊觀眾與陳詞濫調的風格」。在Metacritic上基於30位影評人得分56（滿分100），好壞平均參雜。

### 票房
北美首周獲得1650萬美元的票房而位居第五，排於《姐姐愛最大》的1730萬美元之後。

## 外部連結
- 互联网电影数据库（IMDb）上《震撼擂台》的资料（英文）
- 爛番茄上《震撼擂台》的資料（英文）
- Metacritic上《震撼擂台》的資料（英文）
- 豆瓣电影上《震撼擂台》的資料 （简体中文）
- Box Office Mojo上《震撼擂台》的資料（英文）
- AllMovie上《震撼擂台》的资料（英文）